# 카 여행을 떠나요
카 여행을 떠나요는 디즈니+오리지널로 2022년 9월 8일 디즈니+ 데이의 날 공개를 하였다, 카의 TV 시리즈이다.

## 목소리 출연
한국어판
- 라이트닝 맥퀸 - 오인성
- 메이터 - 기영도
- 크루즈 라미레즈 - 김현심
- 라몬 - 승길장
- 플로 - 수정홍
- 필모어 - 규식김
- 샐리 - 선이
- 루이지 - 윤선이
- 귀도 - 다무현류
- 상사 - 동희조
- 보안관 - 문석서